# Орлан
Орлан (Haliaeetus) — рід хижих птахів родини яструбових (Accipitridae) ряду соколоподібних (Falconiformes). Назва роду походить від дав.-гр. ἅλιος — «море» і ἀετός — «орел» — тобто «морський орел»

## Загальна характеристика
Вони різняться за розміром: від орлана-білохвоста, що в середньому важить 2-2,7 кг, до орлана білоплечого, що важить до 9 кг.
Довжина тіла 60—110 см, довжина крила 50-70 см, розмах крил до 2,5. Одні з найбільших птахів у Старому Світі. Самки на 15—20 % більші за самців. Оперення переважно буре, у дорослих птахів у поєднанні з білим. Дзьоб жовтого кольору.
Поширені на усіх континентах, за винятком Південної Америки. Всюди віддають перевагу узбережжям великих річок, озер та морів. Північні популяції здійснюють сезонні кочівлі.
Гніздяться на великих деревах або берегових урвищах. Багаторічні гнізда досягають діаметра та товщини 1,5—2 м. У кладці 2—3 яйця брудно-білого кольору з рожевими плямами. Насиджування 35—40 діб, молоді залишають гніздо через 65—75 діб.
Живляться різноманітною здобиччю, але частіше полюють на рибу, яку схоплюють з поверхні (не пірнають, як скопа), а також водно-болотних птахів.

## Класифікація та еволюція
Рід Haliaeetus був представлений у 1809 році французьким натуралістом Марі Жюлем Сезаром Савіньї у його розділі про птахів в «Описі Єгипту». Молекулярне дослідження 2005 року показало, що рід є парафілетичним і включає види, що розходяться на помірну та тропічну групу.

### Еволюція
Орлан — це, можливо, один з найдавніших родів живих птахів. Найдавніша частина кістки, знайдена в Єгипті, датована близько 33 млн років.
Походження орланів-білохвостів та орланів-рибалок, ймовірно, пов'язане із загальним ареалом Бенгальської затоки. 4 тропічні види живуть зараз поблизу Індійського океану. Є припущення, що так склалося через те, що коли Індійський субконтинент повільно стикався з Євразією, це був величезний простір досить мілководного океану. Швидкість молекулярної еволюції у орланів досить повільна, як і слід було очікувати від птахів-довгожителів, яким потрібні роки для успішного розмноження.[джерело?]

## Систематика
За старішими даними, включає 8 видів:
- Орлан-білохвіст (Haliaeetus albicilla) — Палеарктика (в тому числі в Україні), Гренландія.
- Орлан-довгохвіст (Haliaeetus leucoryphus) — Азія.
- Орлан білоголовий (Haliaeetus leucocephalus) — Північна Америка.
- Орлан білоплечий (Haliaeetus pelagicus) — східне узбережжя Азії в межах Росії
- Орлан білочеревий (Haliaeetus leucogaster) — морське узбережжя тропічної Азії, Нової Гвінеї, Австралії і Тасманії.
- Орлан-крикун або орлан африканський (Haliaeetus vocifer) — Африка на південь від Сахари.
- Орлан мадагаскарський (Haliaeetus vociferoides) — Мадагаскар.
- Орлан соломонський (Haliaeetus sanfordi) — ендемік Соломонових островів.

У 2023 році на основі останніх молекулярно-систематичних досліджень Міжнародна спілка орнітологів перенесла чотири види з роду Haliaeetus до роду Icthyophaga, відповідно змінивши їхні видові назви: орлана білочеревого (Icthyophaga leucogaster), орлана соломонського (Icthyophaga sanfordi), орлана-крикуна (Icthyophaga vocifer) та орлана мадагаскарського (Icthyophaga vociferoides), залишивши у роді Haliaeetus чотири види. Відповідно, українські назви цих видів лишаються невизначеними.

## Орлани і людина
Орлани є досить популярними птахами. Білоголовий орлан є національним символом США. Орлан-білохвіст зображений на гербі Польщі. Намібія, Замбія та Зімбабве мають своїм національним птахом орлана-крикуна.

Велика печатка Сполучених Штатів із зображенням білоголового орлана
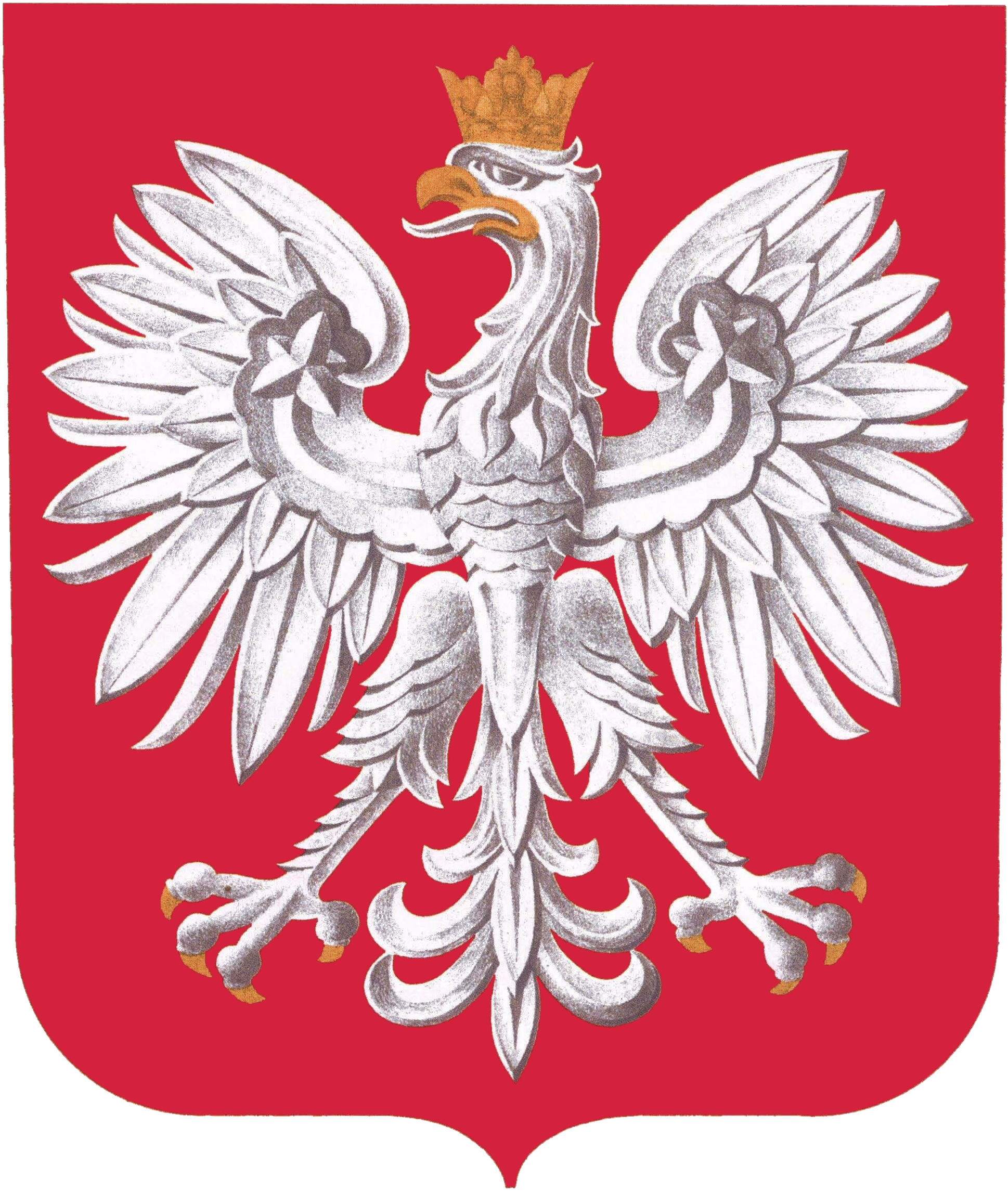
Орлан-білохвіст на гербі Польщі
Герб Південного Судану із зображенням орлана африканського